# Weserstadion
El Weserstadion es un estadio de fútbol de la ciudad de Bremen (Alemania). Actualmente es el estadio del Werder Bremen. Se encuentra la margen derecha del río Weser, una zona inundada antes de la construcción del dique del Este en el distrito del suburbio oriental de Bremen, San Pedro del Werder. Está rodeado de exuberantes parques (el nombre «Werder» es una palabra alemana regional que significa «península fluvial»). El centro de la ciudad está a solo un kilómetro de distancia.

## Historia
El Weserstadion Bremer tiene sus orígenes en 1909 por el General Bremer de Gimnasia y Deportes como un club de campo de deportes y construyó su primer recinto en 1926 ABTS llamado Arena. El nombre actual, que se refiere a la situación inmediata en el Weser disminuyendo desde 1930. Desde entonces también acogió al Werder Bremen. El modesto Bremer SV en 1906 jugó en el Weserstadion sus partidos de la Oberliga hasta 1963. Al comienzo de la primera temporada de la Fußball-Bundesliga de (1963) se instaló el primer sistema de iluminación, se amplió su capacidad y se construyó su primera tribuna techada. En las décadas siguientes se construyeron las otras tribunas, modernizando el estadio de manera gradual. Los actuales postes de iluminación llegaron en 1978, dando al Weserstadion la iluminación más potente de Europa. En la década de 1990, la capacidad se detuvo en alrededor de 35 000 debido a la conversión de tribunas de pie en asientos. En 1992 fue la primera vez que el estadio tuvo palcos vip y se amplió el espacio comercial y de oficinas en la remodelación de la tribuna este en 1997. En 2002 se eliminaron parcialmente las pistas de atletismo, bajando 2,1 metros el terreno de juego y amplían las gradas acercándolas al nuevo terreno por lo que aumentó el aforo del estadio en aproximadamente 8.000 asientos. En 2004, se construyeron cuatro torres de oficinas detrás de la tribuna norte. Estas torres ofrecen un restaurante y oficinas para el club y las empresas locales. Entre 2008 y 2011 se reconstruyó por completo el estadio, se modernizó y se amplió el estadio. La fachada se revistió con paneles fotovoltaicos y se construyó una nueva cubierta sobre la antigua estructura portante (la antigua cubierta fue demolida). Ambos extremos (este y oeste) se demolieron y reconstruyeron en paralelo a la línea de fondo del campo, eliminando lo que quedaba de la antigua pista de atletismo. Desde la finalización de la reconstrucción a principios de la temporada 2011/12, ha tenido una capacidad de poco más de 42.000 asientos para partidos nacionales y más de 37.000 asientos para partidos internacionales.

## Equipamiento

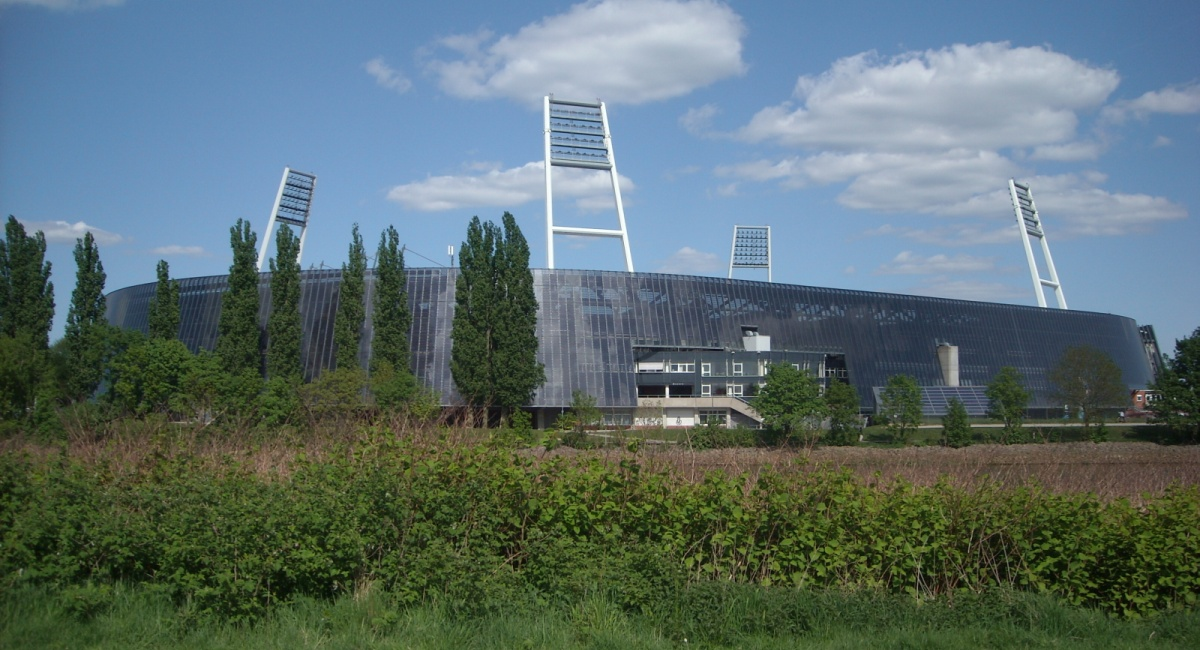
El Weserstadion de Bremen, sede del SV Werder Bremen, visto desde el suroeste.

Desde la última modernización, en el interior del estadio se ha estrechado más de dos metros, la capacidad del estadio ahora es de 42 358 espectadores. Con esta reducción, se ha podido alojar a varios miles de nuevos espectadores. Con este fin, en la superficie de la pista de atletismo se han instalado tribunas portátiles, que para competiciones de atletismo deben desmantelarse para que se puedan usar las pistas. Después de la reducción del campo de juego no es una recreación de la carrera más; hoy es la zona situada entre el campo de juego y al margen pavimentado con bloques de hormigón. El estadio Weser es una de las pocas sedes de la Bundesliga, con pista de atletismo.
Aunque el Werder Bremen de colores verde y blanco, tenía el estadio antes de julio de 2006 todos los asientos de color rojo. Estos se cambiaron en septiembre de 2006 por unos nuevos de color verde. En ambos laterales se encuentra en el nivel inferior el nombre de "Werder Bremen" en color blanco.
En 1998, se instaló calefacción en el césped del estadio. Además de 70 palcos vip y una gran tribuna para 700 personas aproximadamente.
Recientemente se han realizado obras de modernización del nuevo Weserstadion. Se eliminan las lejanias que existían con el público, y se acerca al seguidor al campo. Además de la conversión a un nuevo y prometedor estadio lo más importantes y más imponente es su fachada y el techo del mismo con un sistema fotovoltaico integrado único en Alemania y pionero en Europa, porque está cubierto totalmente de paneles solares. En general, la planta tiene una superficie de cerca de 2 campos de fútbol y genera hasta 840 000 kilovatios-hora de electricidad al año.

## Galería

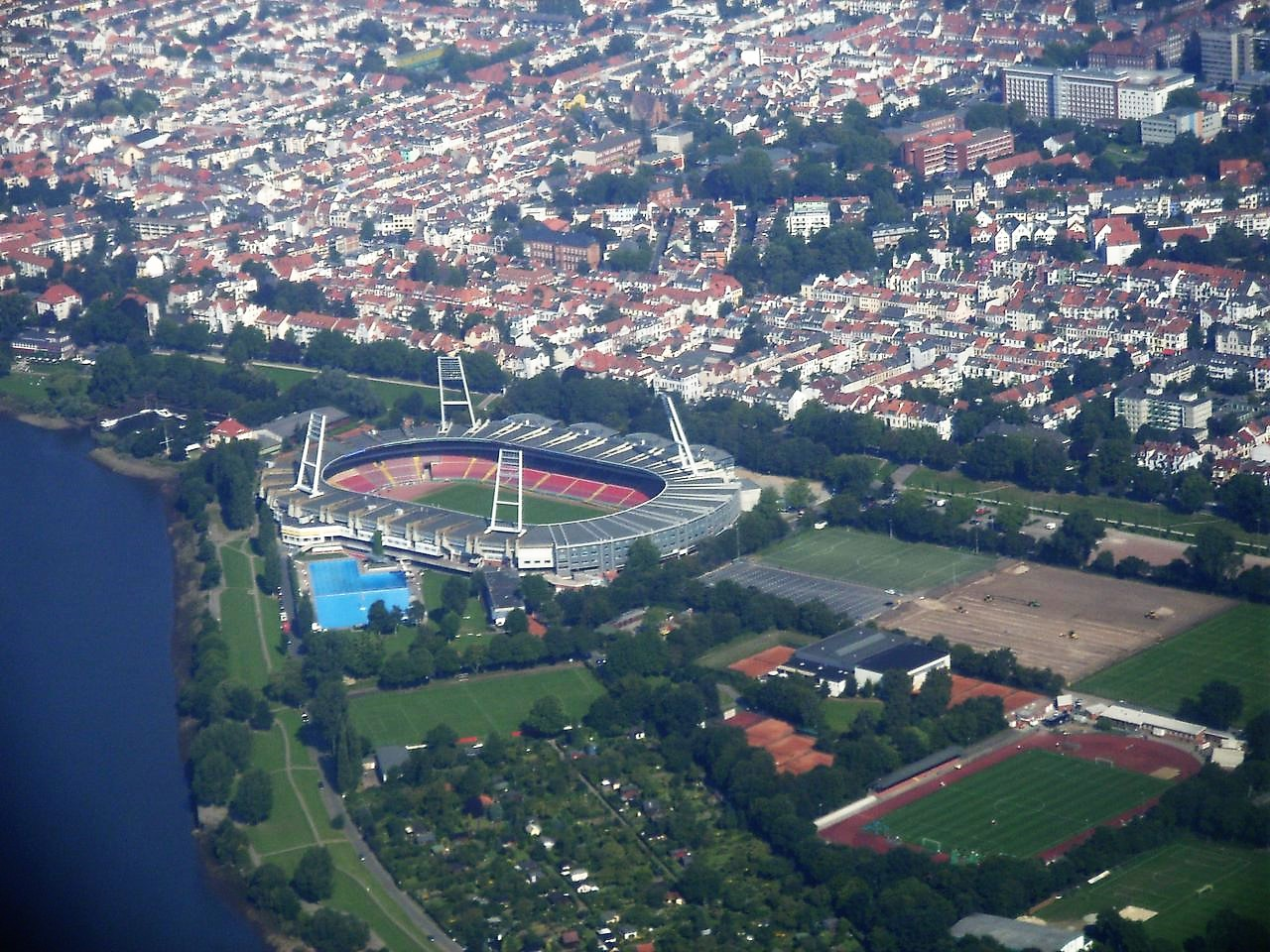
Vista aérea en 2005 con la pista de atletismo y los asientos de color rojo. 2005
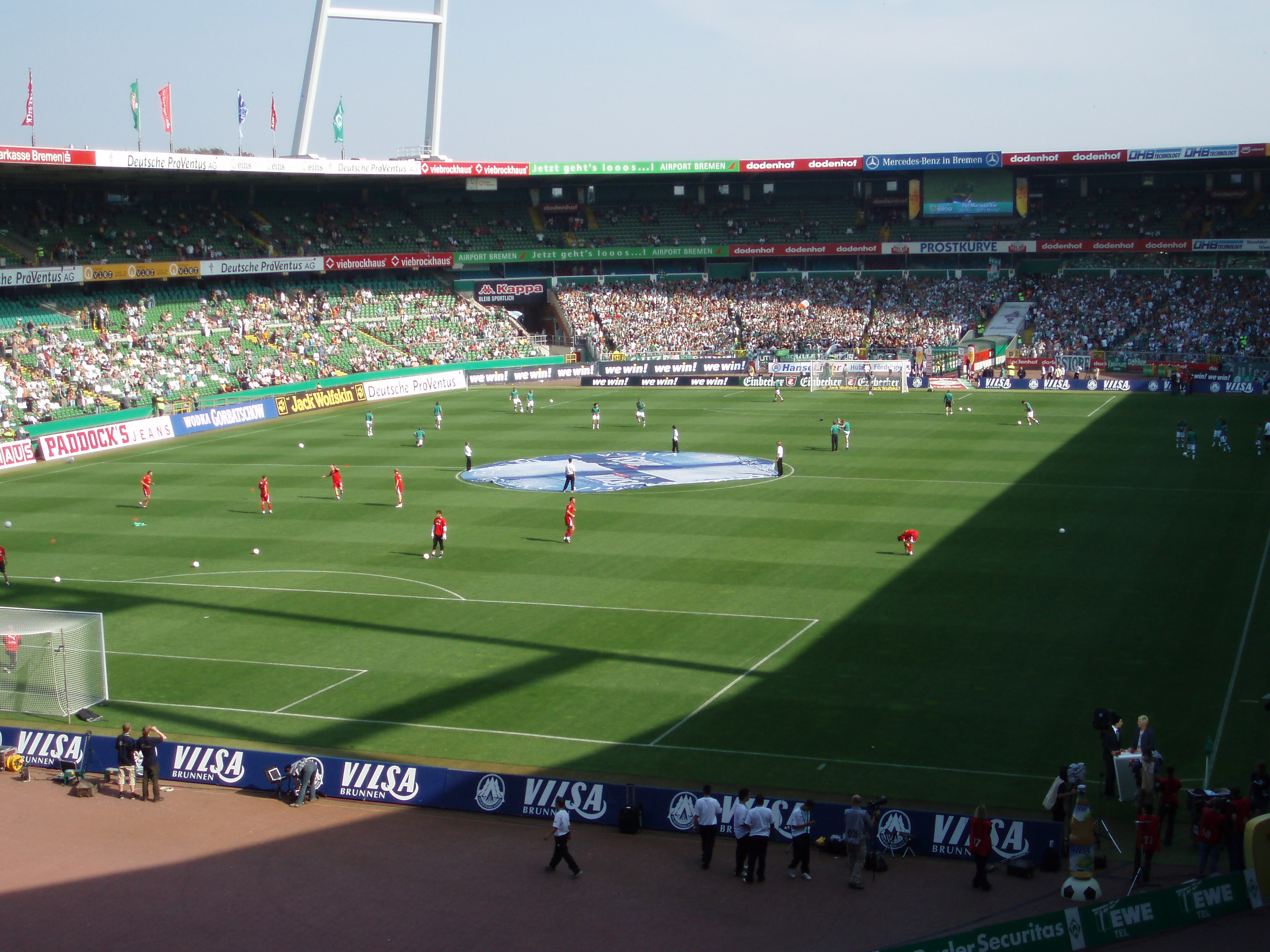
Estadio desde un fondo con la pista de atletismo y los asientos de color verde en 2006.
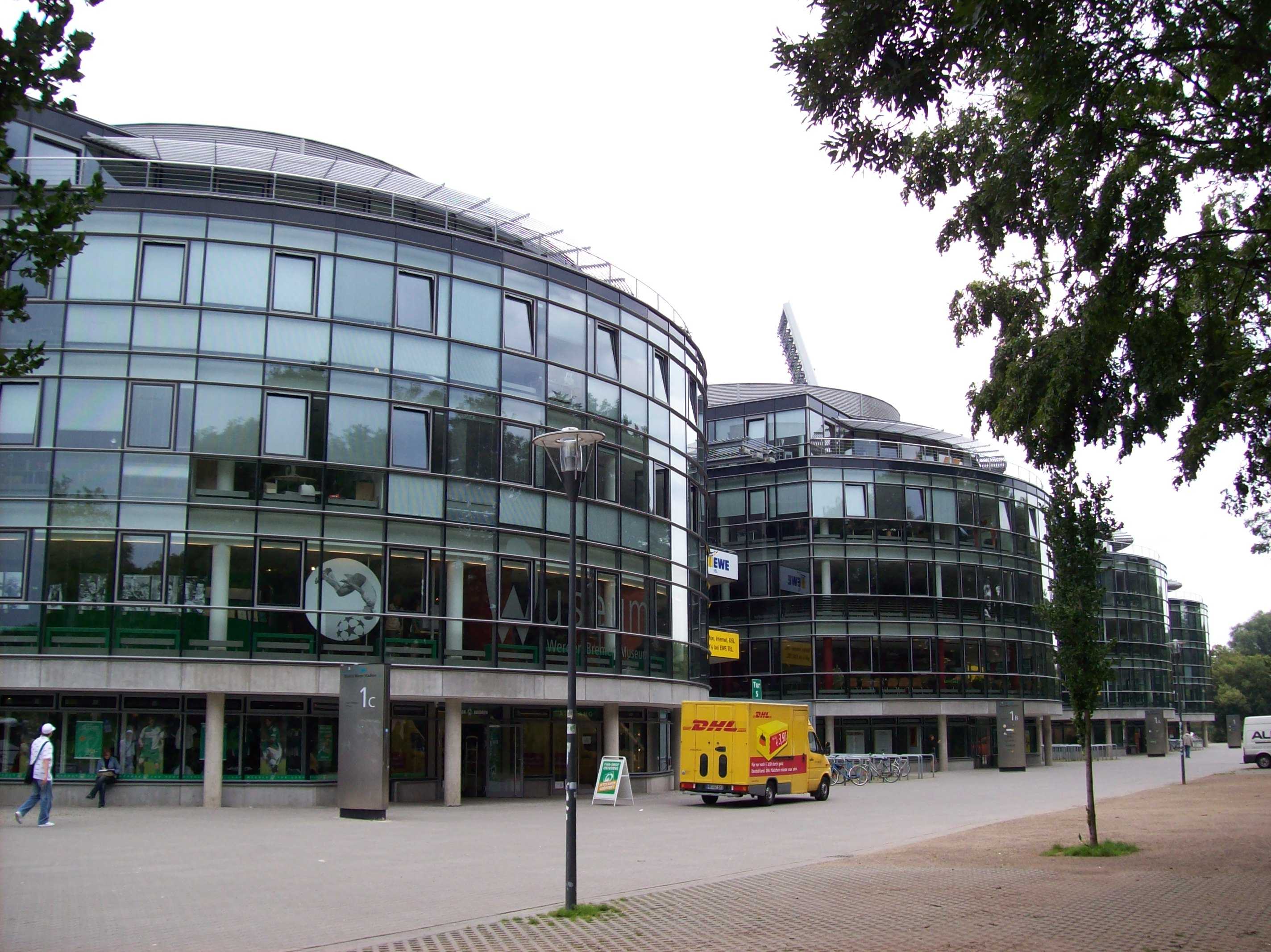
El fondo norte en 2007.
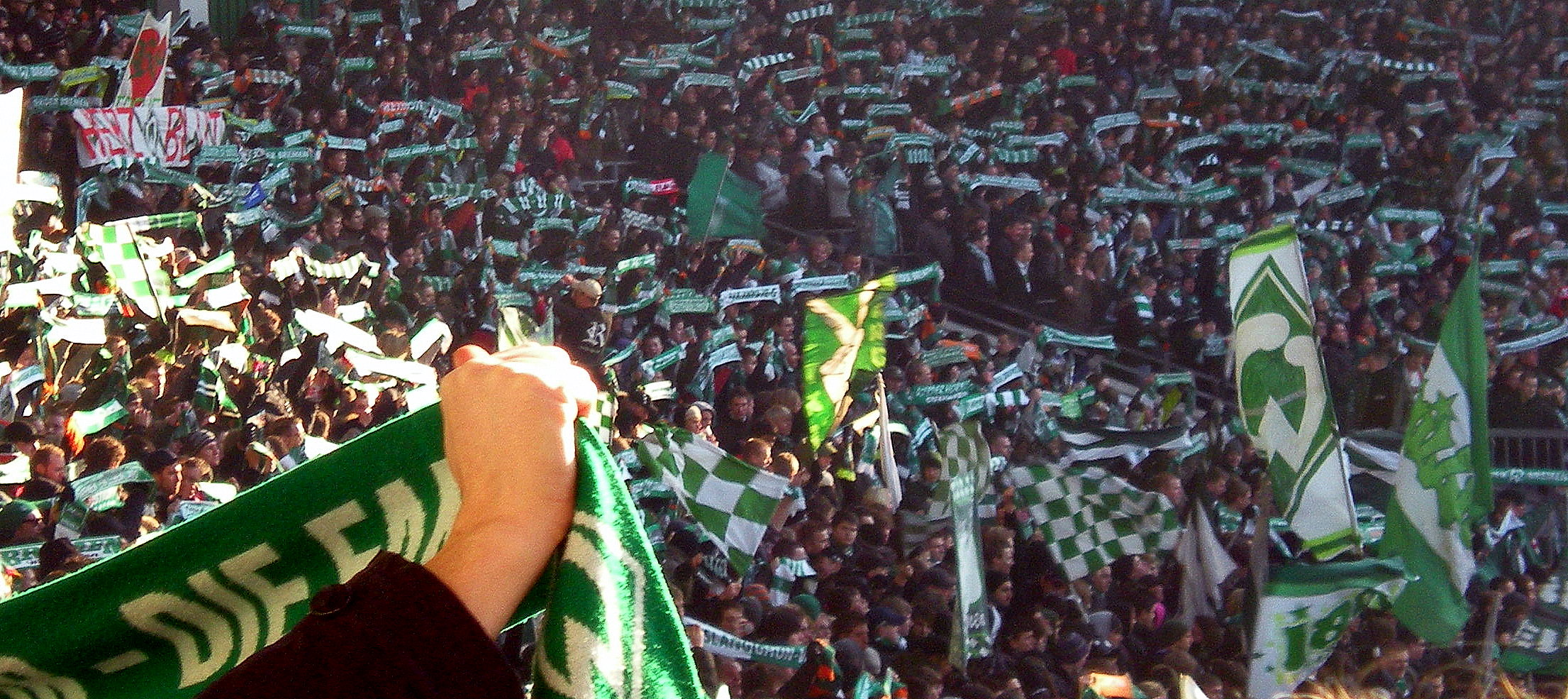
La Ostkurve en 2009.
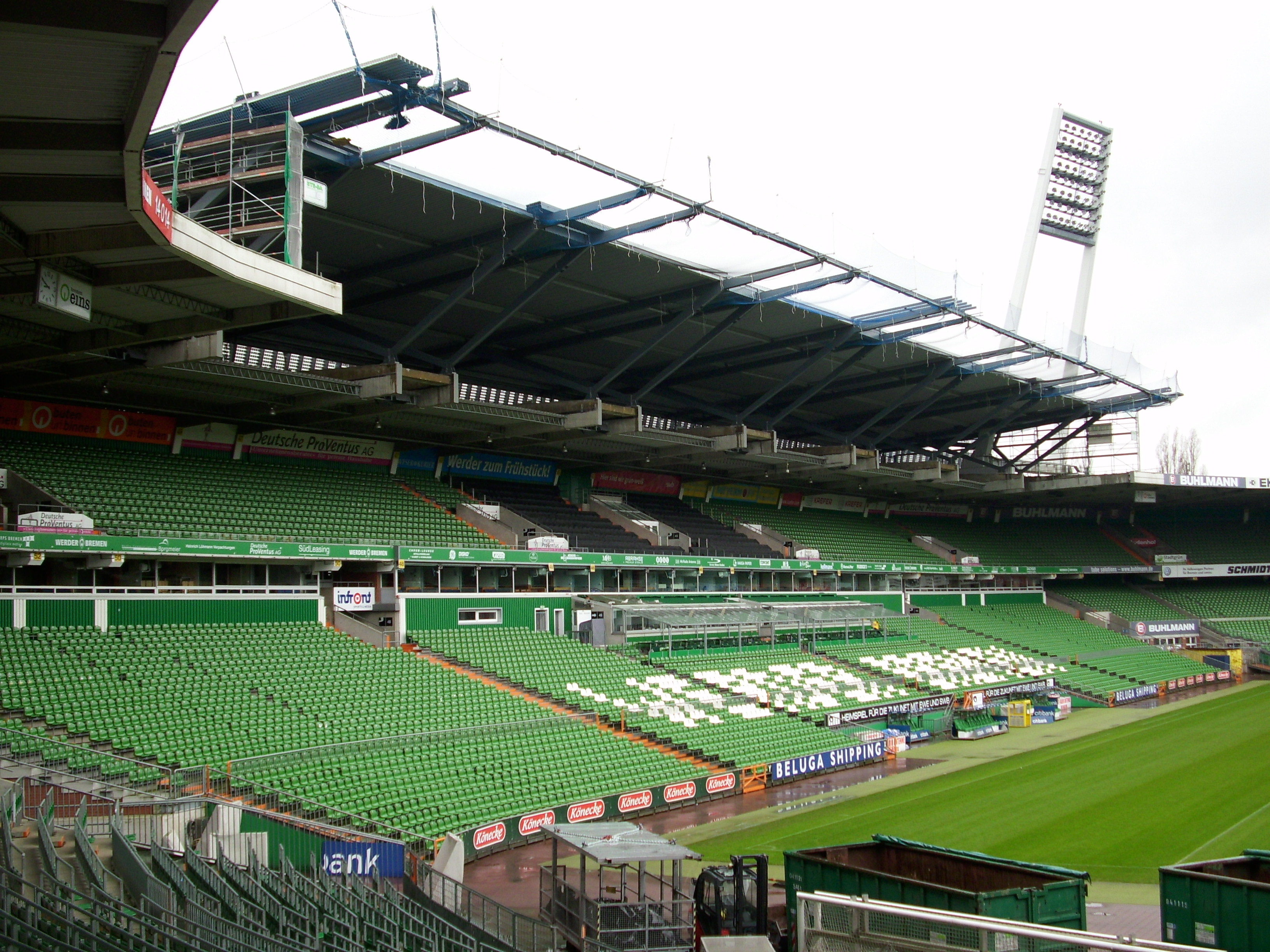
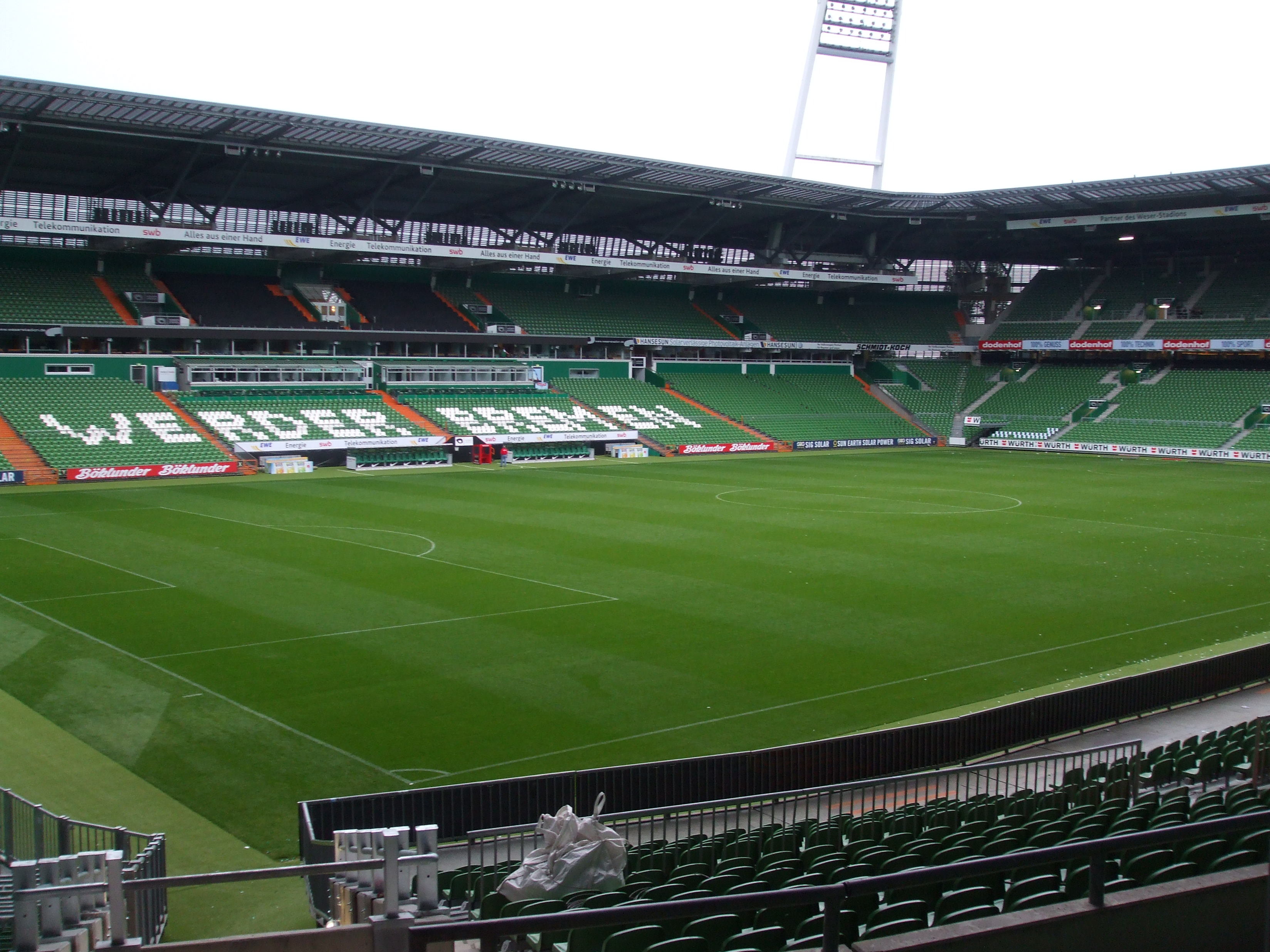
El nuevo interior del estadio en Agosto de2011.
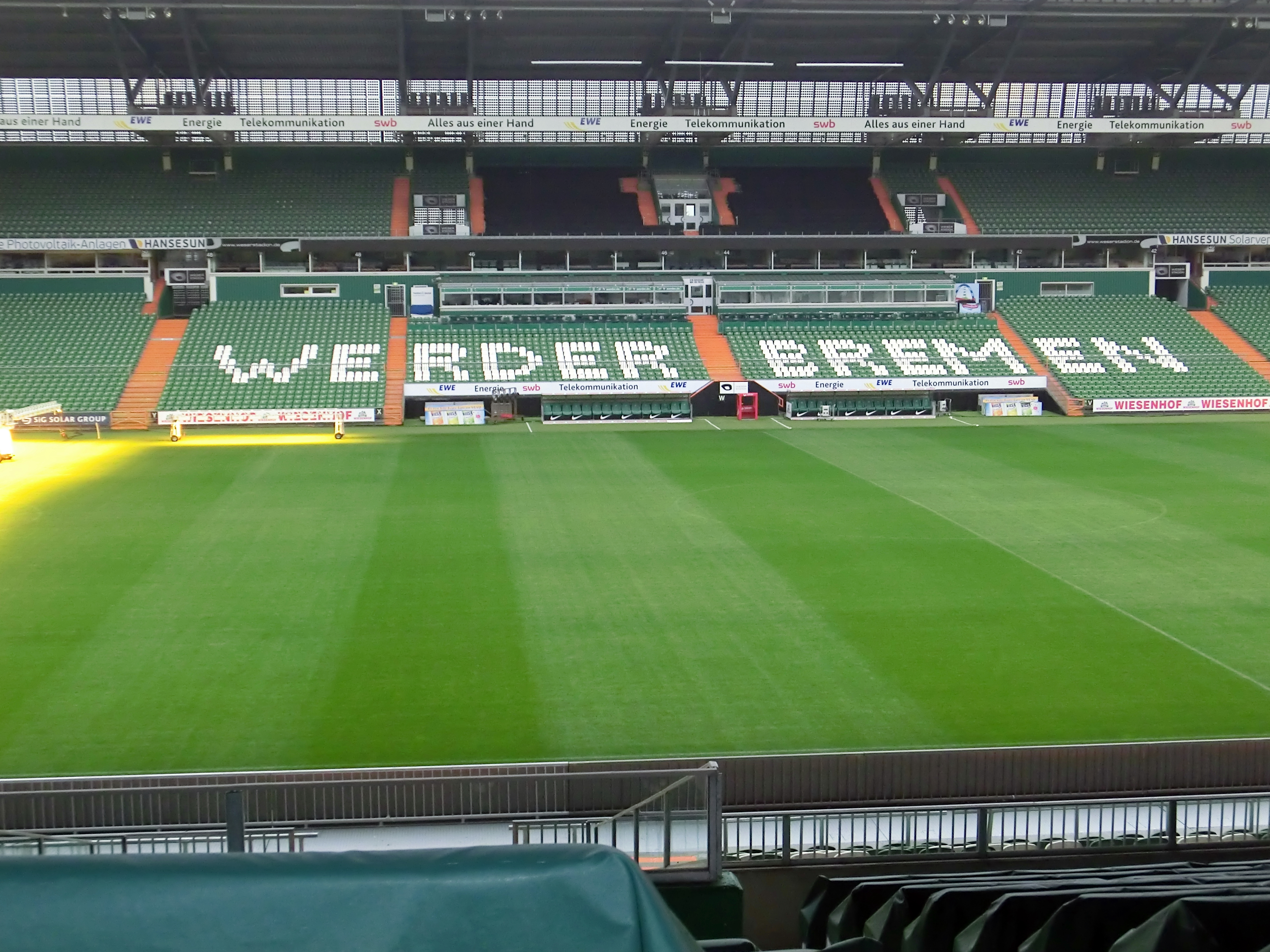
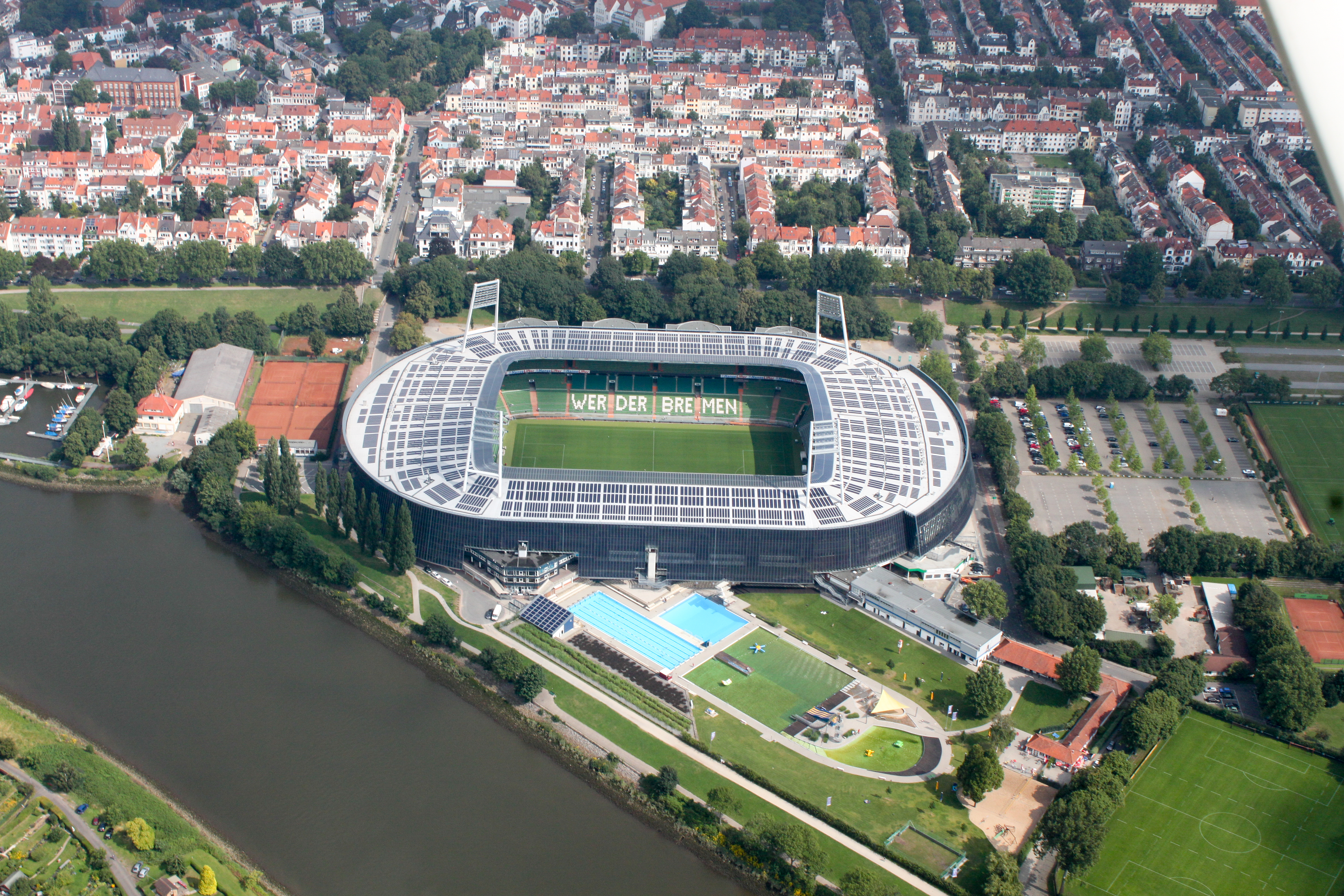
Weserstadion y alrededores en 2012.
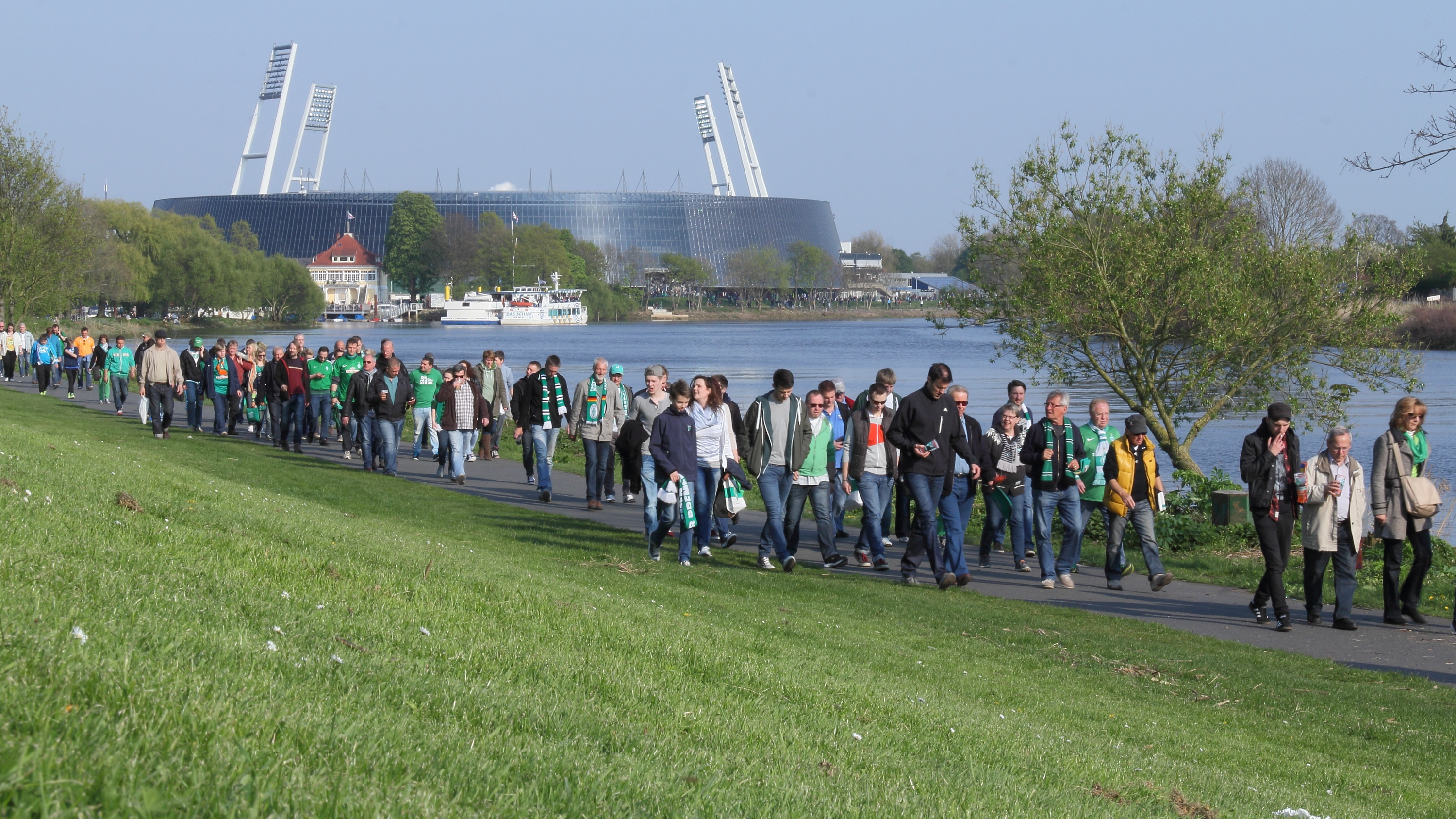
Día de partido en el Weserstadion en 2014.

## Partidos internacionales
| Fecha                   | Local            | Visitante           | Resultado | Competición                         | Espectadores |
| ----------------------- | ---------------- | ------------------- | --------- | ----------------------------------- | ------------ |
| 23 de mayo de 1939      | Alemania         | Isla de Irlanda     | 1–1 (1–0) | Amistoso                            | 35.000       |
| 27 de febrero de 1980   | Alemania Federal | Malta               | 8–0 (3–0) | Clasificación Eurocopa 1980#Grupo 7 | 38.000       |
| 4 de junio de 1988      | Alemania Federal | Yugoslavia          | 1–1 (0–1) | Amistoso                            | 13.000       |
| 2 de junio de 1992      | Alemania         | Irlanda del Norte   | 1–1 (1–1) | Amistoso                            | 30.000       |
| 30 de abril de 1997     | Alemania         | Ucrania             | 2–0 (0–0) | Clasificación Mundial 1998          | 33.242       |
| 28 de abril de 1999     | Alemania         | Escocia             | 0–1 (0–0) | Amistoso                            | 27.000       |
| 29 de mayo de 2001      | Alemania         | Eslovaquia          | 2–0 (0–0) | Amistoso                            | 18.000       |
| 30 de febrero de 2003   | Alemania         | Serbia y Montenegro | 1–0 (0–0) | Amistoso                            | 26.000       |
| 7 de septiembre de 2005 | Alemania         | Sudáfrica           | 4–2 (1–1) | Amistoso                            | 28.100       |
| 29 de febrero de 2012   | Alemania         | Francia             | 1–2 (0–1) | Amistoso                            | 37.800       |
| 12 de junio de 2023     | Alemania         | Ucrania             | 3–3 (1–2) | Amistoso                            | 35.975       |

Estaba previsto que un partido de clasificación para la Eurocopa 2016 contra Gibraltar se disputara en el estadio el 14 de noviembre de 2014, pero más tarde se trasladó al Frankenstadion de Núremberg tras un enfrentamiento entre la Federación Alemana de Fútbol y el Estado de Bremen por el coste de la policía.

## Conciertos
1. Michael Jackson: Dangerous World Tour 1992
2. Guns N' Roses: Use Your Illusion Tour 1993
3. Bon Jovi: These Days Tour 1995, Crush Tour 2000 y Bounce Tour 2003
4. Van Halen: 1995
5. Tina Turner: 1996
6. The Rolling Stones: Bridges to Babylon Tour 1998
7. Metallica: 2004
8. Depeche Mode: 2006